# Saint-Priest-la-Feuille
Saint-Priest-la-Feuille är en kommun i departementet Creuse i regionen Nouvelle-Aquitaine i de centrala delarna av Frankrike. Kommunen ligger i kantonen La Souterraine som tillhör arrondissementet Guéret. År 2022 hade Saint-Priest-la-Feuille 721 invånare.

## Befolkningsutveckling
Antalet invånare i kommunen Saint-Priest-la-Feuille
Referens:INSEE